# Liczba estrowa
Liczba estrowa (liczba Köttstorfera, LE, IE) - liczba mg wodorotlenku potasu (KOH) potrzebna do zmydlenia kwasów tłuszczowych zawartych w 1 g tłuszczu.
Liczba estrowa jest tym mniejsza im większa jest masa cząsteczkowa wyjściowego tłuszczu. Ze względu na to, że na masę cząsteczkową tłuszczu decydujący wpływ ma długość łańcucha węglowodorowego jego reszty kwasowej, liczba estrowa jest pośrednią miarą tej długości.
Technicznie liczbę estrową określa się poprzez zmydlenie tłuszczu dokładnie odmierzoną, nadmiarową ilością KOH, a następnie ustala się nadmiar KOH przez miareczkowanie kwasem solnym. Ilość użytego KOH w przeliczeniu na 1 g mydła nazywa się liczbą zmydlania, zaś nadmiar KOH, również przeliczony na 1 g mydła nazywa się liczbą kwasową. Liczba estrowa jest równa różnicy między liczbą zmydlania i liczbą kwasową.